# Pyrinia gallaria
Pyrinia gallaria är en fjärilsart som beskrevs av Walker 1860. Pyrinia gallaria ingår i släktet Pyrinia och familjen mätare. Inga underarter finns listade.